# Ariete C-1
Ariete C-1 (ariete pomeni »oven«) je glavni bojni tank italijanske kopenske vojske. Tank je narejen v tovarni Iveco Fiat Oto Melara. Razvoj tanka se je začel leta 1984, prvi prototip pa je bil dokončan leta 1986. Prvi tank je bil dostavljen leta 1995, zadnji pa avgusta leta 2002. Leta 2004 je sodeloval v vojni za Irak.

## Pogon
Tank Ariete poganja motor Fiat V-12 MTCA Dizel, ki ima 12 cilindrov in premore 937 kW moči. Tank ima avtomatski menjalnik, ki je izdelan po licenci od nemškega podjetja ZF Friedrichshafen. Menjalnik ima 4 prestave naprej in dve nazaj. Največja hitrost tanka je 65 km/h. Največji naklon pa 60 %.

## Oborožitev
Glavna oborožitev je gladkocevni top 120 mm Oto Melara. Ariete lahko naenkrat prevaža 42 nabojev. 15 nabojev je spravljenih v premikajočem se delu, ostalih 27 pa v posebnem delu v tanku. Tank omogoča zadetek cilja premikajoče ali nepremikajoče se tarče podnevi ali ponoči neglede ali se tank premika ali stoji.
V zadnjih letih so tank posodobili na različico »Ariete 2« (močnejši motor-1175 kW, dodaten oklep in druge manjše posodobitve).

## Države, ki uporabljajo Ariete C-1
- Italija (200)